# Mlaștina Vermeș
Mlaștina Vermeș este o arie protejată de interes național ce corespunde categoriei a IV-a IUCN (rezervație naturală de tip botanic), situată în județul Satu Mare, pe teritoriul administrativ al comunei Sanislău.
<

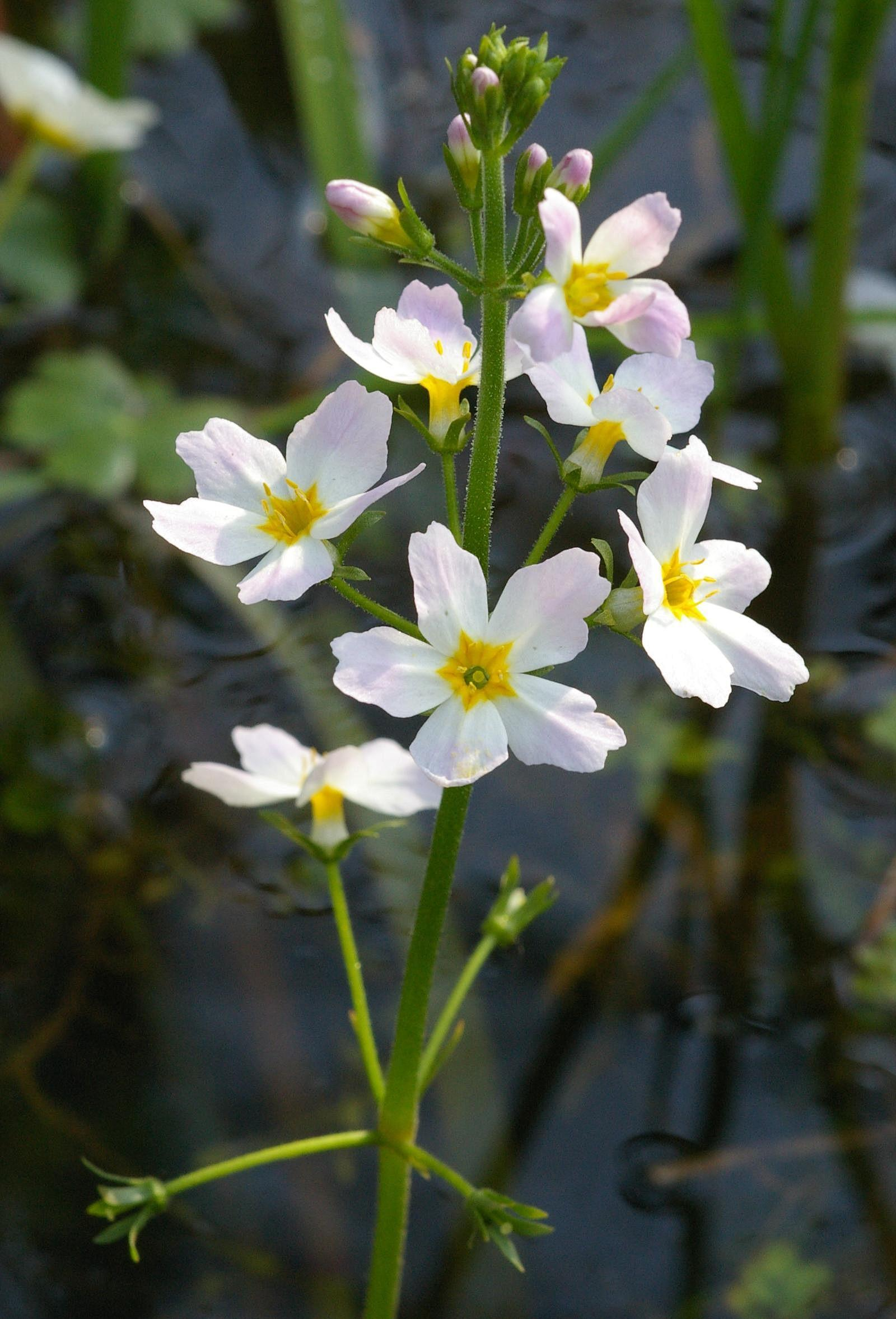
Hottonia palustris

Rezervația naturală are o suprafață de 10 ha, și reprezintă o mlaștină eutrofă cu o vegetație bogată, specifică zonelor umede, printre care: rogozul (Carex acutiformis), o specie de sunătoare (Hypericum tetrapterum), specia floristică Hottonia palustris, etc. În primetrul ariei protejate cuibăresc mai multe specii de păsări migratoare, printre care: rațe sălbatice, stârci cenușii, lișițe, egrete, etc.